# アブドゥッラー・アン＝ヌスール
アブドゥッラー・アン＝ヌスール（アラビア語: عبد الله النسور、英語: Abdullah Ensour、1939年1月20日 -）は、ヨルダンの政治家。2012年10月11日から2016年6月1日までヨルダン・ハシミテ王国首相を務めた。

## 氏名
アブドゥッラーはアブドッラーやアブドラとも書かれる。ヌスールはナスール、もしくは英語名の「Abdullah Ensour」（または「Abdalla Ensour」）に基づいてエンスールとも書かれる。日本の外務省や首相官邸などではアブドッラー・アル＝ヌスールとされているが、ヌスール（نسور）の頭文字は太陽文字の ن （ヌーン）であるため「アル＝ヌスール」ではなく「アン＝ヌスール」となる。「ヌスール」とはアラビア語でハゲワシを意味する語であり、定冠詞の部分を略してアブドッラー・ヌスールなどとも呼ばれる。

## 経歴
サルト出身。レバノンのベイルート・アメリカン大学で数学学士、米国のミシガン大学で経営学修士、フランスのパリ第1大学（パンテオン・ソルボンヌ大学）で人材計画学博士の学位を得た。
1984年より、計画相・教育相・外相・産業貿易相・高等教育相・副首相・行政改革相・情報相などを歴任した。
2012年10月に国王のアブドゥッラー2世によりファーイズ・タラーウネ (Fayez Tarawneh) 首相に代わる新首相に指名され、ヌスール内閣 (Abdullah Ensour's cabinet) を発足させた。2013年1月に実施されたヨルダン総選挙 (Jordanian general election, 2013) の後、アブドゥッラー国王より再び首相に指名され、同年3月に第二次ヌスール内閣 (Second cabinet of Abdullah Ensour) を発足させた。